# پاتریک گادفری
پاتریک گود فری (به انگلیسی: Patrick Godfrey) (زاده ۱۳ فوریهٔ ۱۹۳۳)، بازیگر انگلیسی است.
از فیلم‌های معروف او می‌توان به بازی در فیلم همیشه بعد از و قطار بی‌رحم اشاره کرد.